# إدوين ويب
Y. إدوين ويب (بالإنجليزية: Edwin Y. Webb) (و. 1872 – 1955 م) هو سياسي، وقاض، ومحام من الولايات المتحدة الأمريكية .